# Illes Turks i Caicos
Les illes Turks i Caicos són al Carib i tenen la consideració de territori britànic d'ultramar. El comitè de descolonització de les Nacions Unides les inclou en la llista de territoris no autònoms. La majoria de la població de Turks i Caicos són afroamericans.

## Política
Les illes van estar sota jurisdicció de Jamaica fins al 1962, quan van passar a ser colònia de la corona britànica. Malgrat que l'any 1982 es va acordar la independència política, finalment es va fer marxa enrere. Les illes tenen una cambra legislativa formada per dinou membres, només tretze dels quals són escollits per votació popular. S'han presentat iniciatives perquè aquestes illes passin a ser una nova província del Canadà, per a la qual cosa, entre altres obstacles, s'hauria d'esmenar la Constitució canadenca, fet que sembla actualment improbable.

## Clima
El clima en aquest arxipèlag és assolellat i relativament sec, però la zona molt sovint és afectada per huracans.

## Economia
L'economia està fonamentada en el turisme, la pesca i les finances.

## Llengua
La llengua oficial de les illes és l'anglès, tot i que la població també fa servir el crioll de Turks i Caicos, que s'assembla molt al crioll de les Bahames. A conseqüència de la seva proximitat amb les illes de Cuba i Hispaniola han aparegut comunitats considerables de parlants de crioll d'Haití i d'espanyol arran dels moviments migratoris.